# BC Hartha
Maillots
Dernière mise à jour : 14 mars 2011.
Le BC Hartha est un club allemand de football localisé dans la ville d’Hartha, dans la Saxe.

## Histoire

### de 1913 à 1945
Fondé le 13 juillet 1913, le club connut ses heures de gloires en accédant, en 1935, à la Gauliga Sachsen, une des seize ligues créées sur ordre des Nazis dès leur arrivée au pouvoir en 1933. Le BC Hartha en remporta le titre 1937 et 1938. Lors de la phase finale 1937, il termine 2e de son groupe derrière le Hamburger SV. L’année suivante, il finit 2e de sa poule derrière le Fortuna Düsseldorf.
Le BC Hartha évolua en Gauliga Sachsen jusqu’en 1941 puis fut relégué. Il y revint dès 1942.
En 1945, le club fut dissous par les Alliés, comme tous les clubs et associations allemands (voir Directive n°23). Il fut reconstitué dès 1946 sous la dénomination de Sportgemeinschaft Hartha ou SG Hartha.
La localité d’Hartha, comme toute la Saxe se retrouva alors en zone soviétique puis en RDA à partir d’octobre 1949.

### Époque de la RDA

Ancien logo du BSG Fortschritt Hartha

En 1950, le SG Hartha devint la BSG Industrie Hartha, puis en 1952, il reçut le nom de BSG Fortschritt Hartha.
Sous cette appellation, il conquit le titre de la Bezirksliga Leipzig en 1953. À la suite de cela, il prit part au tour final pour la montée en DDR-Liga, la Division 2 est-allemande. Il en remporta son groupe et fut promu. Il resta deux saisons en DDR-Ligapuis fut relégué en II. DDR-Liga, une ligue qui constitua le 3e niveau du football est-allemand de 1955 à 1963. 
Le BSG Fortschritt Hartha redescendit en Bezirksliga Leipzig (alors Division 4) en 1958. Quatre ans plus tard, il fut renvoyé en Bezirksklasse.
Le club revint en Bezirksliga en 1964. Il assura son maintien de justesse puis redescendit en 1966.
Le BSG Fortschritt Hartha ne remonta au 3e niveau de la Deutscher Fussball Verband der DDR (DFV) qu’en 1980, mais fut immédiatement relégué et glissa dans la hiérarchie.
Le 19 août 1990, le club reprit son appellation historique de BC Hartha.

### BC Hartha
Au terme de la saison 1991-1992, le club monta en Bezirksliga Leipzig, une ligue située, à cette époque, au 5e niveau du football allemand réunifié. Il évolua dans cette ligue (qui en 1994 était devenue le 6e niveau lors de l’instauration des Regionalligen au 3e étage) jusqu’en 1999.
Depuis lors, le cercle recula dans la hiérarchie. En 2011-2012, il évolue dans une des séries de Kreisliga A de la Sächsischer Fußball-Verband (SFV), soit au 8e niveau de la hiérarchie du football allemand.

## Palmarès
- Champion de la Gauliga Sachsen: 1937, 1938.
- Champion de la Bezirksliga Leipzig: 1953.

## Localisation

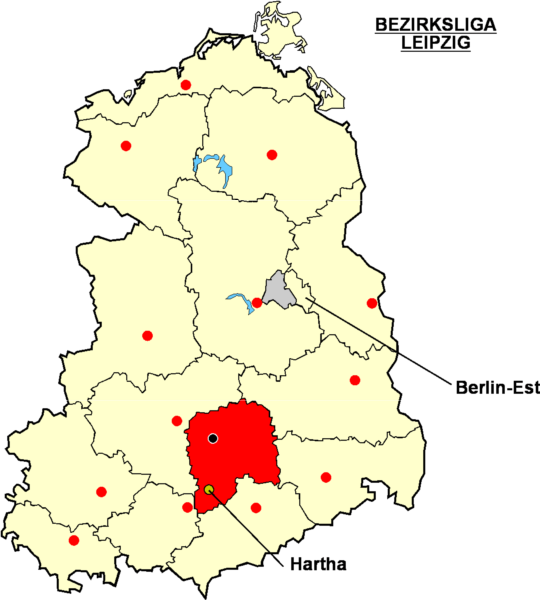
Localisation d’Hartha dans la Bezirksliga Leipzig